# Freesta!
Freesta!（フリスタ!）は、テレビ埼玉（TVS）他で放送されていた情報番組。2006年7月3日放送開始。2007年3月27日放送終了。ハイビジョン制作（地上デジタル放送はハイビジョン放送、アナログ放送はレターボックス放送）。

## 概要
“自由な女性”をキーワードにした20代女性のための東京で、いま流行っている最新トレンド情報を発信する番組で、ワンセグ放送では同局初の番組連動データ放送を行っていた。
開始当初は朝の帯番組として放送され、同局で平日朝の情報番組では、『情報あさびん』以来2年9ヶ月ぶりであった。帯番組ではあるが生放送ではなく編成の都合上、事前収録されたものを放送されていた。しかしなかなか定着しなかったためか、2006年9月29日をもってわずか3ヶ月で朝の放送から撤退となった。
翌週である10月3日より週1回と30分番組として再スタートした。同時に東京メトロポリタンテレビジョン（TOKYO MX）でのネットが開始されたが、半年後の2007年3月27日（制作局放送分）をもって放送を終了した。

## 出演者
- 鮎貝健（放送開始 - 終了）
- 坂田裕美（同上）
- 柏木貴代（2006年10月3日 - 放送終了）

## コーナー

### 2006年10月 - 2007年3月
3つのコーナーで番組ならではの“トウキョウ・スタイル”を伝える。
- ぐるナビスタイル

ぐるなびとタイアップし、毎週話題の飲食店を2店紹介。番組で紹介したお店の情報や地図は、ワンセグ携帯でチェックすることができる。
- ファッションスタイル

毎週今すぐ着られるコーディネートを2パターン紹介。お気に入りのコーディネートをワンセグ携帯から購入できる。
- ファンスタイルショッピング

番組で紹介した商品をワンセグ携帯から簡単すぐに購入することができる。

### 2006年7月 - 2006年9月
曜日ごとに5つのキーワードで番組ならではの“トウキョウ・スタイル”を伝える。また携帯サイト「デジタルスナックFLUX」のオリジナル・アニメーションを地上波初で毎日放送されていた。
- 月曜日　Beauty（魅）

ファッション・ヘアサロン・コスメなど
- 火曜日　Rich（富）

ホテル・レストラン・旅行など
- 水曜日　Healing（癒）

スパ・サロンなど
- 木曜日　Intellect（知）

美術展・お稽古など
- 金曜日　Active（遊）

映画・クラブ・Barなど

## ネット局
開始当初は埼玉ローカルであったが、2006年10月より放送エリアを拡大した。

### 番組終了時点
| 放送対象地域 | 放送局                                  | 系列      | 放送曜日・時間           | 放送時期                      | 備考                            |
| ------------ | --------------------------------------- | --------- | ------------------------ | ----------------------------- | ------------------------------- |
| 埼玉県       | テレビ埼玉（TVS） Freesta!製作局        | 独立UHF局 | 毎週火曜日 23:00 - 23:30 | 2006年10月3日 - 2007年3月27日 | 毎週金曜日21:00 - 21:30に再放送 |
| 東京都       | 東京メトロポリタンテレビジョン （MXTV） | 独立UHF局 | 毎週金曜日 12:20 - 12:50 | 2006年10月8日 - 2007年3月30日 | 毎週土曜日9:30 - 10:00に再放送  |

### 2006年7月 - 2006年9月
| 放送対象地域 | 放送局                           | 系列      | 放送曜日・時間          | 放送時期                     | 備考                                     |
| ------------ | -------------------------------- | --------- | ----------------------- | ---------------------------- | ---------------------------------------- |
| 埼玉県       | テレビ埼玉（TVS） Freesta!製作局 | 独立UHF局 | 月 - 金曜日 7:35 - 7:50 | 2006年7月3日 - 2006年9月29日 | 放送中は画面左上に時刻と天気ループを表示 |